# Diecezja Soroti
Diecezja Soroti – diecezja rzymskokatolicka w Ugandzie. Powstała w 1980 .

## Biskupi diecezjalni
- Bp Erasmus Desiderius Wandera (1980 – 2007)
- Bp Emmanuel Obbo, A.J. (2007 – 2014)
- Bp Joseph Eciru Oliach (od 2019)